# Kreis Sant’Antonino
Der Kreis Sant’Antonino bildet zusammen mit den Kreisen Arbedo-Castione und Bellinzona den Bezirk Bellinzona des Kantons Tessin in der Schweiz. Der Sitz des Kreisamtes ist in Sant’Antonino TI.

## Gemeinden
Der Kreis setzt sich aus folgenden Gemeinden zusammen:
| Wappen        | Name der Gemeinde | Einwohner (Dez. 2018) | Fläche in km² | BFS-Nr |
| ------------- | ----------------- | --------------------- | ------------- | ------ |
| Cadenazzo     | Cadenazzo         | 3111                  | 8,38          | 5003   |
| Isone         | Isone             | 394                   | 12,83         | 5009   |
| Sant’Antonino | Sant’Antonino     | 2646                  | 6,55          | 5017   |